# BMW G70

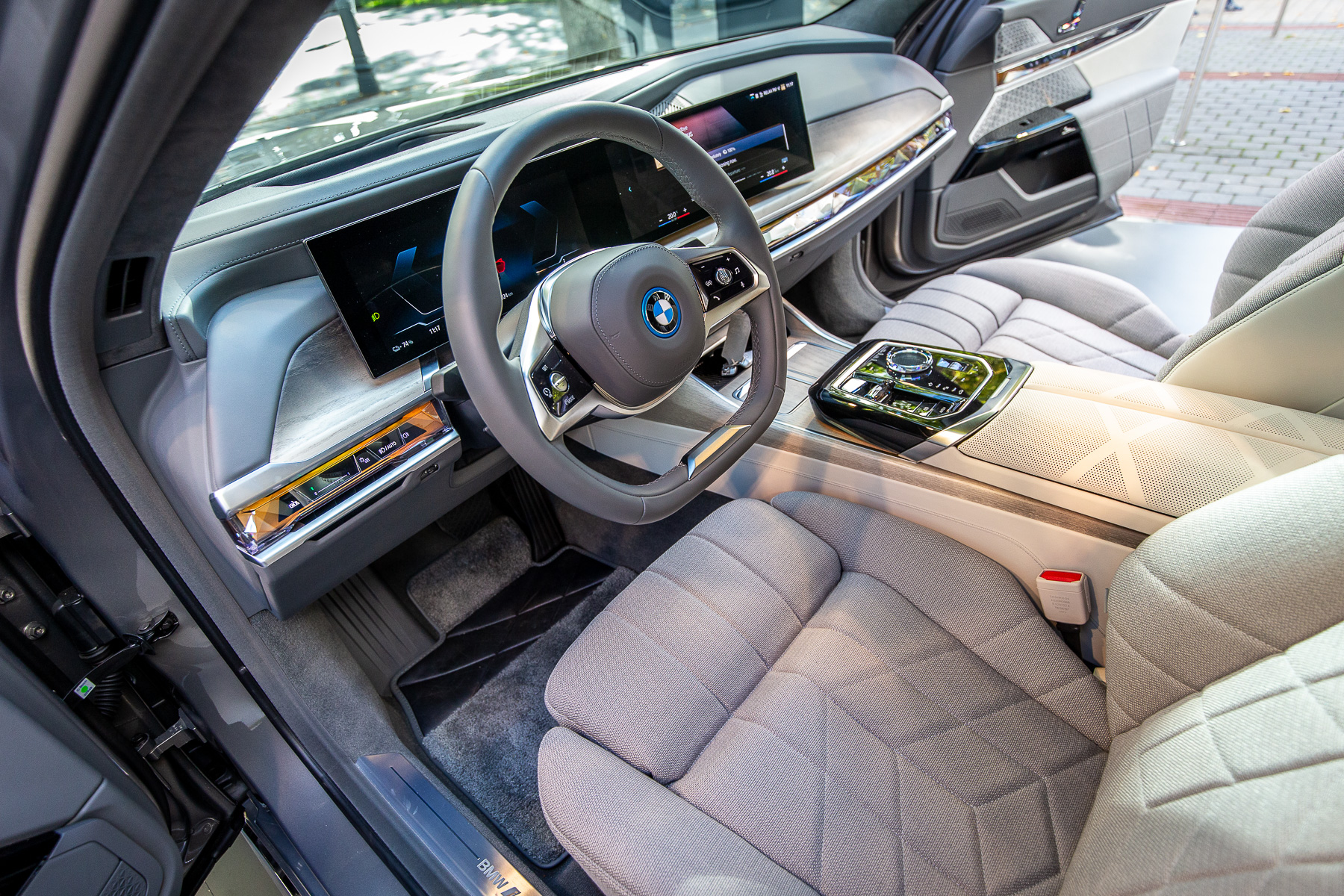
Место водителя

BMW G70 — заводской индекс кузова седьмого поколения 7-й серии BMW, выпускаемой с 2022 года. Так же существует защищенная версия автомобиля G73 (Protection). Презентация автомобиля состоялась 20 апреля 2022 года.
Автомобиль оснащается бензиновыми, гибридными и дизельными двигателями внутреннего сгорания. Также производится электромобиль BMW i7.
В Европе автомобиль предлагается с электродвигателями. Имеются также модели с ДВС: 740d xDrive, 750e xDrive и M760e xDrive.
С конца 2022 года автомобиль поставляется в Северную Америку под индексами i7 xDrive60, 740i и 760i xDrive.
С ноября 2022 года автомобиль поставляется в Таиланд под индексами i7 xDrive60 и M Sport.

## Награды
Лучший автомобиль 2023 года в Представительском классе. Россия